# Interpretatio graeca

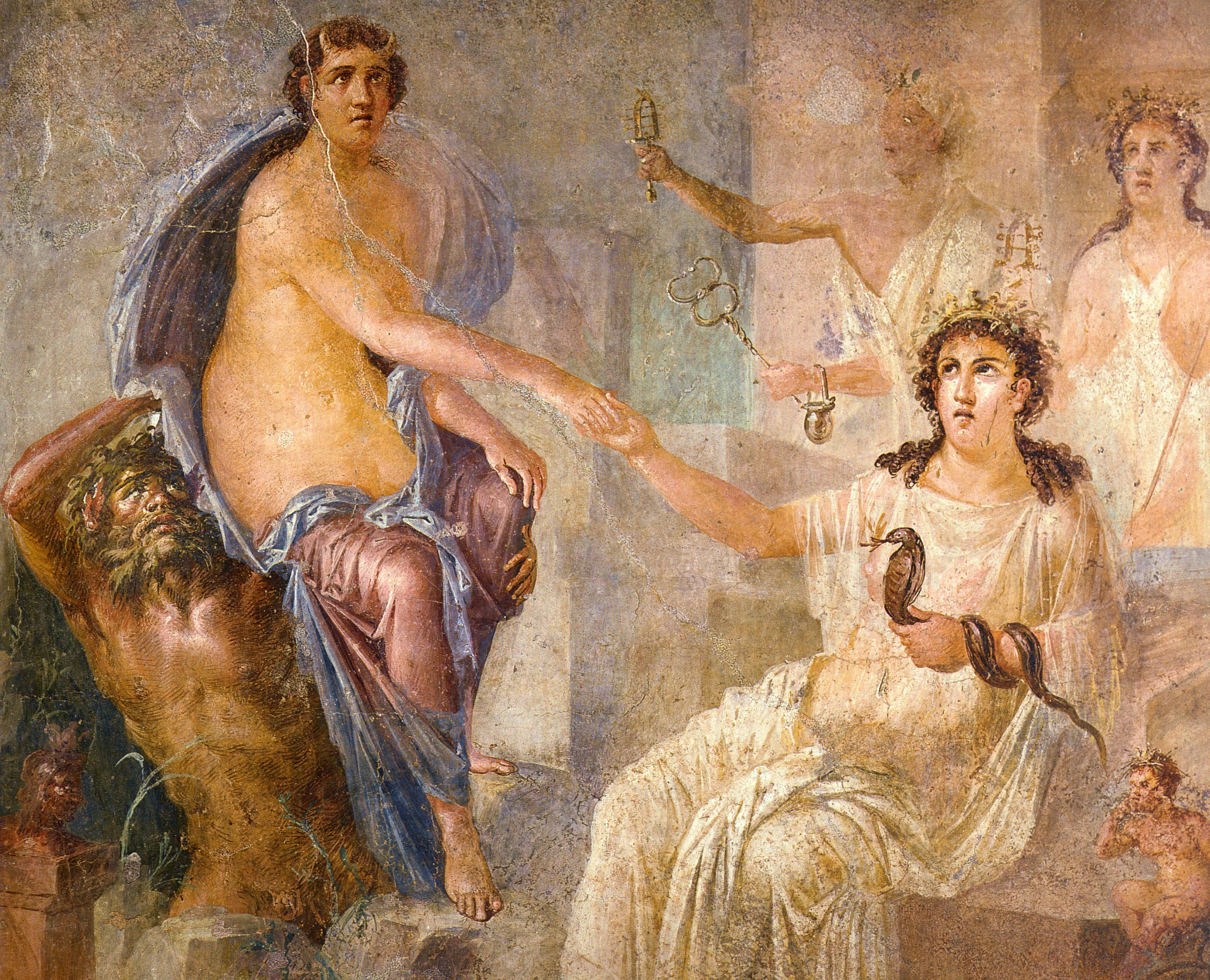
A deusa Ísis (sentada à direita) recebe a heroína grega Io no Egito; fresco em Pompeia

Interpretatio graeca (latim para "tradução grega" ou "interpretação através de [modelos] gregos") é um discurso  no qual as práticas religiosas, divindades e mitos gregos são usados para interpretar ou tentar compreender a mitologia e religião de outras culturas. Trata-se de uma metodologia comparativa que procura equivalências e características em comum. 
Interpretatio romana é o discurso comparativo em referência à religião e mitologia romanas, como aconteceu na formação da religião galo-romana, em que romanos e gauleses reinterpretaram as tradições religiosas gaulesas em relação aos modelos romanos, particularmente o culto imperial.
Interpretatio germanica é a prática dos povos germânicos de identificar os deuses romanos com os nomes das divindades germânicas. De acordo com Rudolf Simek, isso ocorreu por volta do primeiro século da era comum, quando ambas as culturas entraram em contato mais próximo.
Plínio, o Velho, expressou a "tradutibilidade" das divindades como "nomes diferentes para povos diferentes" (nomina alia aliis gentibus). Esta capacidade tornou possível o sincretismo religioso da era helenística e do Império Romano pré-cristão.

## Exemplos históricos daInterpretatio GraecaeInterpretatio Romana
A seguir, lista de equivalentes gregos, romanos, egípcios, fenícios, persas e germânicos, baseadas nos usos entre os próprios antigos, apoiadas pelas análises de estudiosos modernos. "Equivalente" não deve ser interpretado como "o mesmo deus". Por exemplo, quando os mitos ou mesmo as práticas de culto de uma determinada divindade romana foram influenciados pela tradição grega, a divindade pode ter tido uma origem independente e uma tradição que é culturalmente distinta.
Como as religiões do mundo greco-romano não eram dogmáticas, e o politeísmo se prestava à multiplicidade, o conceito de "divindade" era muitas vezes expansivo, permitindo múltiplas e até contraditórias funções dentro de uma única divindade, e sobrepondo poderes e funções entre as diversas figuras de cada panteão. Essas tendências se estenderam às identificações transculturais.

### Deuses Romanos
Os seguintes deuses são considerados equivalentes:
- Grego - Romano - Função Simplificada
- Zeus - Júpiter - Deus do Céu
- Hera - Juno - Rainha do Céu
- Posídon -  Netuno - Deus do mar
- Hades -  Plutão: Deus do submundo
- Deméter -  Ceres - Deusa da fertilidade
- Atena -  Minerva - Deusa da Sabedoria
- Artemis - Diana - Deusa da caçada
- Ares - Marte - Deus da guerra
- Afrodite -  Vênus - Deusa do amor
- Hefesto -  Vulcano - Ferreiro
- Hermes -  Mercúrio - Mensageiro dos deuses
- Héstia - Vesta - Deusa da casa
- Dionísio - Baco - Deus da embriaguez e do vinho

### Deuses Egípcios
- Adônis - Osíris - Senhor, mestre ou patrono
- Afrodite - Hator - Deusa do Amor
- Apolo - Hórus/Rá - Deus da luz, música e poesia
- Ares - Onúris - Deus da Guerra
- Ártemis - Bastete - Deusa da Caça
- Atena - Neite - Deusa da Sabedoria, das Artes e Ofícios; Tecelagem
- Crono - Osíris - Deus do Tempo
- Deméter - Ísis - Deusa da Fertilidade
- Dionísio - Osíris -Os antigos gregos, identificaram Osíris com Dionísio e com a estrela Sirius;
- Hades - Anúbis/Osíris - Deus do submundo
- Hefesto - Ptá - Ferreiro
- Hera - Mut/Hator - Deusa do Matrimonio
- Hermes - Anúbis/Tote - Deus do conhecimento, da música e da magia
- Zeus - Amom/Osíris - Deus do Céu

### Deuses Fenícios
- Adônis - Tamuz - Senhor, mestre ou patrono
- Afrodite - Astarte - Deusa do Amor
- Asclépio - Eshmun - Deus da Cura
- Atena - Anat - Deusa da Sabedoria
- Cronos - Ba'al Hammon - Rei dos Deuses

### Deuses Persas
- Afrodite - Anaíta - Deusa do Amor, Beleza e Sexo
- Apolo - Mitra - Deus do Sol e da Sabedoria
- Cronos - Zurvan - Deus do Tempo
- Hades - Arimã - Deus do Submundo
- Hermes - Samas - Deus da Magia do Universo e Senhor dos Astros
- Zeus - Aúra-Masda - Rei dos Deuses

### Deuses Germânicos
- Sol Invicto (divindade de sexo masculino) - Sól - Deusa do Sol
- Luna (divindade de sexo femenino) - Máni - Deus da Lua
- Marte - Tyr - Deus da Guerra
- Mercúrio - Odin - Deus dos Viajantes e Eloqüência
- Júpiter - Thor - Deus dos Trovões
- Vênus  - Freia - Deusa do Amor

## Aplicação à religião judaica
Do ponto de vista romano, era natural aplicar o princípio acima também ao deus judaico Jeová e equipará-lo a Júpiter. No entanto, os judeus - ao contrário de outros povos que viviam sob o domínio romano - rejeitaram imediatamente qualquer tentativa desse tipo, considerando essa identificação como o pior tipo de sacrilégio. Essa completa divergência de pontos de vista foi um dos fatores que contribuíram para a frequente fricção entre os judeus e o Império Romano - por exemplo, a decisão do imperador Adriano de reconstruir Jerusalém sob o nome de Élia Capitolina, uma cidade dedicada a Júpiter, precipitou a Revolta de Barcoquebas.